# Рафиков, Марс Закирович
Марс Закирович Рафиков (тат. Марс Закир улы Рәфиков; 29 сентября 1933 — 23 июля 2000) — советский военный лётчик, член первого отряда космонавтов СССР.

## Биография
Родился 29 сентября 1933 года в Киргизии в татарской семье.
В 1951 году окончил Ленинабадскую спецшколу ВВС. Профессию военного лётчика получил, обучаясь в военных авиационных училищах лётчиков — Чугуевском, Борисоглебском и Сызранском, последнее окончил в декабре 1954 года. Проходил службу в авиационных частях ПВО.
В 1960 году был отобран для подготовки к космическому полёту. 28 апреля 1960 года был зачислен в первый отряд советских космонавтов. Проходил подготовку к космическому полёту на корабле «Восток».
3 апреля 1961 года успешно сдал экзамен по космической подготовке, после курса тренировок 16 декабря 1961 был зачислен в космонавты.
17 июня 1961 года Марс Рафиков был награждён орденом Красной Звезды за участие в подготовке первого полёта человека в космос.
24 марта 1962 года приказом Главкома ВВС № 80 был отчислен из отряда космонавтов за нарушение режима (самовольная отлучка из расположения части). По мнению самого Марса Рафикова, причиной отчисления послужило его желание развестись с женой.
После отчисления из отряда космонавтов Марс Рафиков продолжил службу в Военно-воздушных силах СССР:
- С апреля 1962 по февраль 1964 года служил старшим лётчиком 159-го истребительного авиационного полка 131-й истребительной авиационной дивизии 57-й Воздушной армии Прикарпатского ВО.
- С февраля 1964 года переведён на должность старшего лётчика 168-го Гвардейского авиационного полка истребителей-бомбардировщиков (апиб) 34-й Воздушной армии Закавказского ВО. В полку Марс Рафиков занимал должности начальником штаба эскадрильи, командира звена, заместителя командира эскадрильи, начальника разведки полка. В апреле 1970 года Рафикову было присвоено звание майора.
- С ноября 1970 года служил начальником разведки — старшим лётчиком 19-го Гвардейского апиб 125-й авиационной дивизии истребителей-бомбардировщиков 71-го истребительного авиационного корпуса Группы советских войск в Германии. В июле 1973 года ему была присвоена квалификация «Военный лётчик 1-го класса».
- С декабря 1975 года — начальник разведки — старший лётчик 642-го гвардейского Братиславского Краснознамённого авиационного полка 5-й Воздушной армии Одесского ВО.

В октябре 1978 года был списан с лётной работы по состоянию здоровья и переведён на должность начальника группы боевого управления 604-го Центра боевого управления авиации в штабе 5-й Воздушной армии.
В 1980 году Марс Рафиков участвовал в боевых действиях в Афганистане в качестве авианаводчика в составе мотострелкового батальона. За участие в боевой операции был награждён вторым орденом Красной Звезды.
7 января 1982 года приказом министра обороны майор Рафиков М. З. уволен из Вооружённых Сил в запас.
После увольнения в запас Марс Рафиков проживал с семьёй в Алма-Ате. Работал старшим инспектором по воинскому учёту отдела кадров домостроительного комбината в Алма-Ате, затем начальником курсов гражданской обороны, старшим тренером по дельтапланерному спорту авиационного отдела ЦК ДОСААФ Казахстана, затем работал в Алма-Атинском аэроклубе.
Скончался 23 июля 2000 года от сердечного приступа. Похоронен на Бурундайском кладбище Алматы.